# Contea di San Cesario

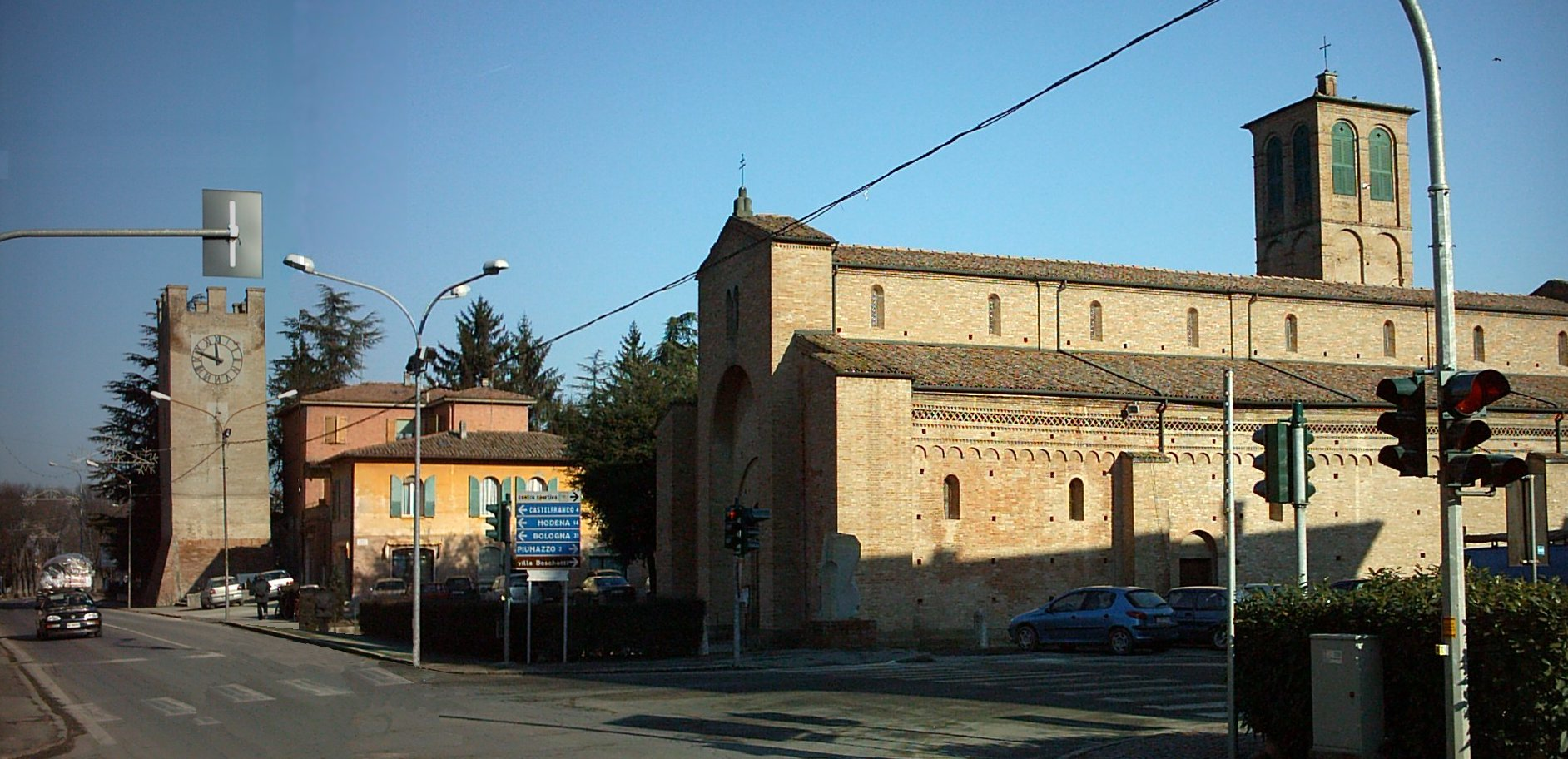
San Cesario sul Panaro

La contea di San Cesario fu un piccolo stato dell'Italia del nord, formalmente dipendente dagli Estensi.

## Storia
Nel 1367, col permesso degli Estensi, signori Ferrara, il capitano Albertino I Boschetti prese possesso del borgo di San Cesario.
L'investitura ufficiale del feudatario avvenne però solo nel 1446, quando il marchese di Ferrara Leonello d'Este elevò a contea San Cesario concedendone la giurisdizione ad Albertino III Boschetti. La famiglia Boschetti manterrà la giurisdizione sul feudo fino al 1796.

## Conti di San Cesario
- Albertino III Boschetti 1446-1474
- Albertino V Boschetti 1474-1506
- Giacomo Boschetti e fratelli 1506-1509
- Roberto Boschetti 1506-1529

...
- Antonio Boschetti (XVII secolo)
- Luigi Boschetti ?-1711
- Claudio Boschetti ?-1712

Cessione del feudo al duca di Modena Rinaldo d'Este.
- Antonio Boschetti 1755-? per concessione di Francesco III d'Este
- Claudio Boschetti ?-1796.